# 海斯和哈靈頓 (英國國會選區)

選區在大倫敦的位置

海斯和哈靈頓（英語：Hayes and Harlington），英國國會一自治市選區，包括大倫敦西部希靈登區南部的十個地方選區。
始設於1950年。除了1980年代以外多數時間支持工黨。在2010年大選中，約翰·麥克唐奈以54.8%選票成功連任。